# 足立梅市

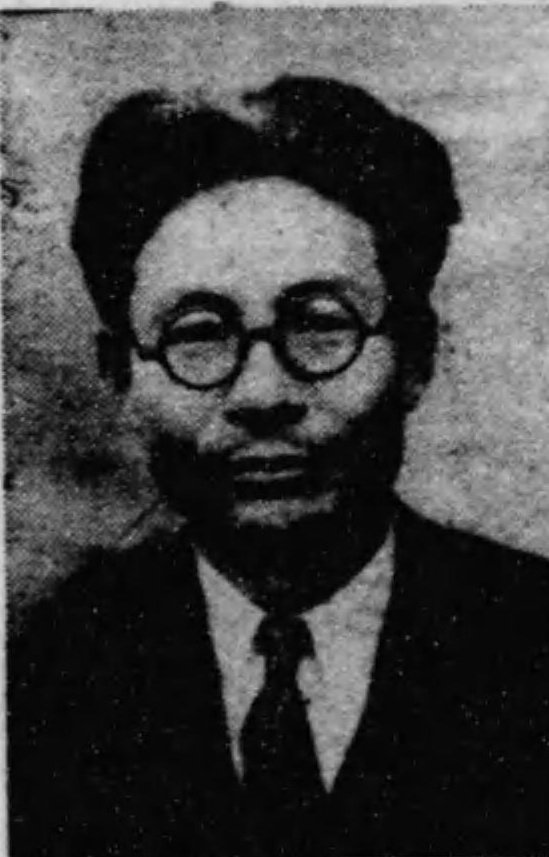
足立梅市

足立 梅市（あだち うめいち、1901年（明治34年）2月9日 – 1988年（昭和63年）2月2日）は、大正から昭和期の弁護士、政治家。衆議院議員（2期）。

## 経歴
三重県多気郡三瀬谷村（三瀬谷町を経て現大台町）出身。1932年（昭和7年）日本大学法文学部を卒業。弁護士を開業し、東京弁護士会、三重弁護士会に所属した。
1947年（昭和22年）4月の第23回衆議院議員総選挙に三重県第2区から日本社会党公認で立候補して初当選。1949年（昭和24年）1月の第24回総選挙でも再選され、衆議院議員に連続2期在任した。この間、社会党三重県支部連合会初代会長などを務めた。その後、社会党本部を批判し和田敏明らと共に社会党再建全国連絡会を結成、第25回から第27回総選挙まで3回連続で立候補したがいずれも落選した。
また、三重県日本中国友好協会名誉会長となった。
1988年（昭和63年）2月2日、死去した。86歳没。同月9日、特旨を以て位記を追賜され、死没日付をもって正五位勲三等に叙され、瑞宝章を追贈された。